# Constance de Lyon
Constance de Lyon (Constantius Lugdunensis en latin) est un lettré gallo-romain du Ve siècle, ami de Sidoine Apollinaire, auteur de la plus ancienne Vie de saint Germain d'Auxerre (composée vers 480).

## Éléments biographiques
Sidoine Apollinaire lui a adressé quatre des lettres des huit premiers livres de sa Correspondance conservée (I, 1 ; III, 2 ; VII, 18 ; VIII, 16). C'est Constance qui lui a suggéré de publier ses meilleures lettres (cf. I, 1), et c'est lui qu'il a chargé de cette publication (VIII, 16). Le neuvième livre du recueil définitif a été ajouté ensuite (IX, 16). Dans cette dernière lettre, évoquant Constance, Sidoine le présente comme un orateur et homme public d'un talent remarquable. La lettre III, 2 est un message de remerciement à Constance, qui est venu à Clermont ravagée par les barbares, et qui a été accueilli chaleureusement par la population, ayant affronté les difficultés du voyage pour venir à son aide malgré son grand âge, ses infirmités et sa noblesse. 
Heiric d'Auxerre (auteur d'une Vita Germani en vers au IXe siècle) écrit que Constance était un orateur très savant de Lyon. Dans sa lettre I, 1, Sidoine le qualifie de « zélé protecteur, non seulement des études, mais de ceux qui s'y adonnent ». C'était apparemment un homme qui se consacrait à des études religieuses : dans la lettre VII, 18, Sidoine le prie d'interrompre un peu ses lectures pieuses pour considérer sa correspondance et porter sur elle un jugement. Cependant, il n'est pas explicitement mentionné qu'il ait appartenu au clergé.
Constance était poète : dans sa lettre II, 10, Sidoine évoque la récente construction d'une église à Lyon, à l'instigation de l'évêque Patient, et le fait que les hexamètres des deux éminents poètes Constance et Secundinus ornaient les flancs de l'édifice, près de l'autel. Il composa vers 480 la Vita sancti Germani à la demande conjointe de deux évêques, le même Patient de Lyon, et Censure d'Auxerre, troisième successeur de Germain dans ce diocèse. Ce texte eut rapidement une large diffusion : déjà Ennode de Pavie, dans sa Vie d'Épiphane composée entre 501 et 504, l'imite en plusieurs endroits.
Le texte de Constance a été imprimé pour la première fois par Bonino Mombrizio dans son Sanctuarium seu Vitæ sanctorum (Milan, 1478). Mais il en a existé une version très augmentée, avec beaucoup d'interpolations (tout en étant présentée avec les deux épîtres dédicatoires de Constance), constituée à l'époque carolingienne (et utilisée par Heiric) ; c'est cette Vita secunda qui a été reproduite par Laurentius Surius et par les Bollandistes. L'édition de W. Levison pour les MGH était la première du texte original depuis celle de Mombrizio. 

## Éditions
- Wilhelm Levison (éd.), Vita Germani episcopi Autessiodorensis auctore Constantio, MGH, Passiones vitæque sanctorum ævi Merovingici, t. V, Hannovre-Leipzig, Hahn, 1920, p. 225-283.
- René Borius (éd.), Constance de Lyon. Vie de saint Germain d'Auxerre, coll. Sources chrétiennes, n° 112, Paris, Édition du Cerf, 1965.